# Беляев, Александр Алексеевич
Александр Алексеевич Беляев (4 июля 1918 года, Нязепетровск, Челябинский уезд, РСФСР — 12 октября 2002 года, Берёзовский, Свердловская область, Россия) — Герой Социалистического Труда (1971), бригадир очистной бригады Берёзовского рудника им. С. М. Кирова комбината «Уралзолото» Министерства цветной металлургии СССР, Свердловская область.

## Биография
Александр родился 4 июля 1918 года в Нязепетровске Челябинского уезда РСФСР.
Свою трудовую деятельность начал в 1934 году жестянщиком.
В 1939—1947 годах служил в Красной Армии, на Дальнем Востоке, был связистом, прошёл путь от сержанта до старшины, был командиром роты 26 отдельного батальона связи 59 стрелкового корпуса.
В 1947—1950 годах проживал в городе Березовском и работал на Березовстрое, а в 1950—1987 годах работал на шахте «Южная» рудника им. С. М. Кирова бурильщиком, бригадиром слесарей, электрослесарем, был бригадиром очистной бригады на шахте, его бригада одна из первых получила звание «Коммунистического труда». Занимался внедрением новой самоходной техники, 15 лет был наставником молодежи, перевыполнял план и принимаемые социалистические обязательства. В 1957—1963 годах избирался депутатом областного совета народных депутатов, избирался членом ГК КПСС, парткома шахты «Южная» и рудника, был членом партбюро участка и секретарем партийной организации участка, председателем профкома участка и членом профкома рудника, руководил советом рабочей чести на шахте.
Александр Алексеевич скончался 12 октября 2002 года и был похоронен на Центральном городском кладбище города Березовский Свердловской области.

## Память
12 июля 2003 года на доме № 15 по улице Шиловской была открыта мемориальная доска Александру Алексеевичу Беляеву.

## Награды
За свои достижения была награждена:
- 1944 — медаль «За боевые заслуги»;
- 1945 — медаль «За победу над Японией»;
- 06.04.1985 — орден Отечественной войны II степени[6];
- 1961 — орден Трудового Красного Знамени «за отличные производственные показатели»;
- 1970 — медаль «В ознаменование 100-летия со дня рождения Владимира Ильича Ленина»;
- 30.03.1971 — звание Герой Социалистического Труда с золотой медалью Серп и Молот и орден Ленина;
- 1975 — медаль «Ветеран труда»;
- 1988 — звание «Почетный гражданин города Берёзовского».